# I Like Chopin
«I Like Chopin» (с англ. — «Мне нравится Шопен») — песня в исполнении итальянского музыканта Газебо. Была им издана как сингл в 1983 году.
Достигла 1-го места в хит-парадах нескольких европейских стран.